# Саймон Фрейзер, 13-й лорд Ловат
Са́ймон Фре́йзер (англ. Simon Fraser; 21 грудня 1828 — 6 вересня 1887, замок Бофорт, Інвернесс-Шир, Шотландія) — шотландський пер, 13-й лорд Ловат та 2-й барон Ловат, 22-й вождь клану Фрейзер з Ловата (з 1875 року).

## Життєпис
Народився в родині Томаса Александера Фрейзера і Шарлотти Джорджини Фрейзер, уродженої Стаффорд-Джернінгем.
Дослужився до звання підполковника 2-го батальйону Королівських власних камеронських горян.
З 1875 року — вождь клану Фрейзер з Ловата (Макшимід).
У 1873—1887 роках — лорд-лейтенант Інвернесса.
Наприкінці 1870-х років розпочав будівництво замку Бофорт з видом на річку Бьюлі.

## Родина
Перебував у шлюбі з Аліс Мері Фрейзер, уродженою Велд-Бланделл. У подружжя народилося 9 дітей. Старшим сином і спадкоємцем старшинства клану був Саймон Джозеф Фрейзер.